# Adriana van Ravenswaay
Adriana van Ravenswaay (* 21. November 1816 in Hilversum; † 8. März 1872 ebenda) war eine niederländische Stilllebenmalerin.

## Leben und Werk

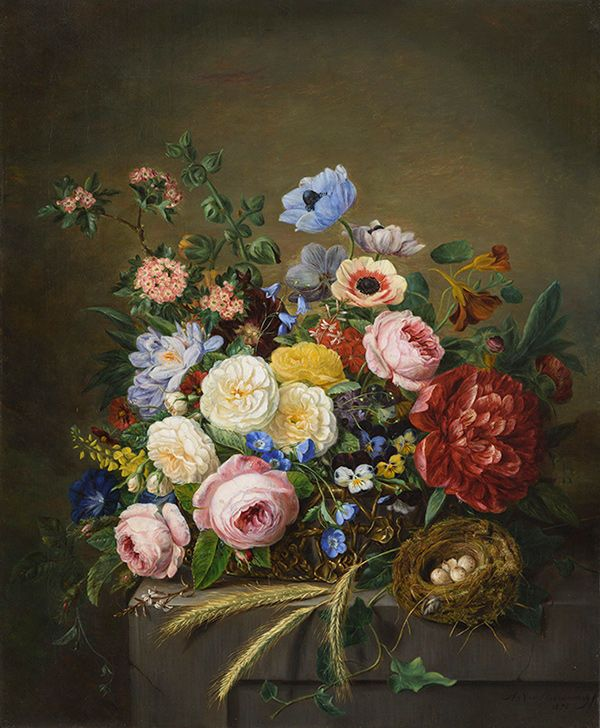
Stillleben

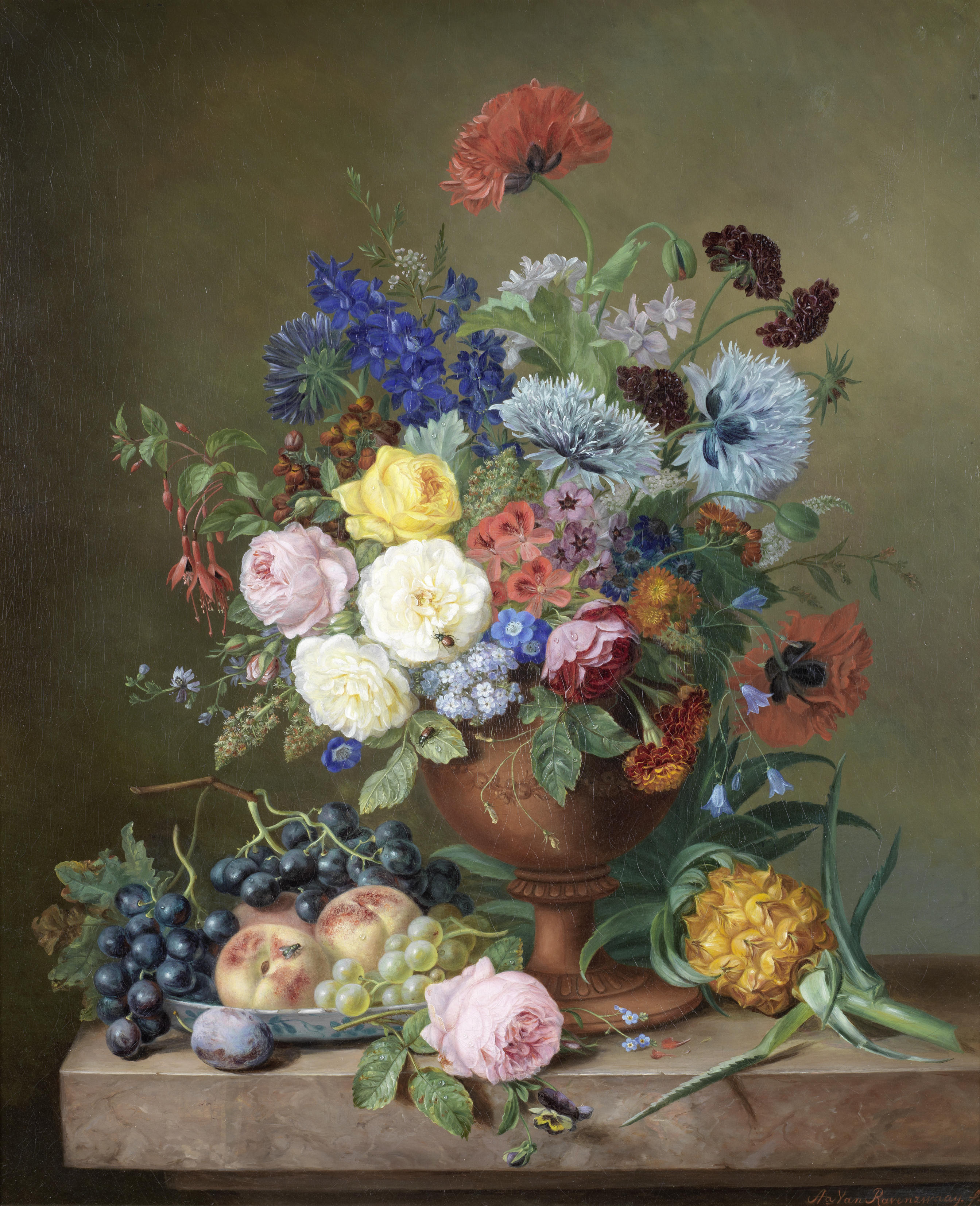
Stillleben

Adriana van Ravenswaay wurde am 21. November 1816 in Hilversum geboren. Sie war die Schwester von Johannes van Ravenswaay (1815–1849) und die Nichte von Jan van Ravenswaay (1789–1869).
Adriana van Ravenswaay wurde vermutlich von ihrem Onkel, dem Maler Jan van Ravenswaay unterrichtet. Sie lebte und arbeitete in Hilversum und blieb unverheiratet. Zwischen 1848 und 1871 stellte sie unter anderem auf den Ausstellungen der Ausstellung der Lebenden Meister (Tentoonstelling van Levende Meesters) in Utrecht, Groningen, Leeuwarden, Amsterdam und Den Haag aus. Ihren Schwerpunkt legte sie auf Stillleben mit Blumen und Früchten, ihre Werke verkaufte sie weltweit, so unter anderem in England, Deutschland, Österreich, Frankreich und den Vereinigten Staaten.